# 일본의 네덜란드령 동인도 점령
제1차 세계 대전 이후 일본 제국이 네덜란드령 동인도를 공격하면서 일본의 식민지배를 받았다가 일본이 패배하면서 유엔이 네덜란드령 동인도를 독립시켰다.